# Горбовичи (Могилёвская область)
Горбови́чи (бел. Гарбаві́чы) — агрогородок в составе Горбовичского сельсовета Чаусского района Могилёвской области Республики Беларусь.

## Географическое положение
Расположен на реке Реста в 500 метрах от автодороги Могилев — Чаусы.

## История
Первое упоминание деревни датируется 1560 годом. Она находилась в составе Могилевской волости. В 1604 году в деревне было 37 дворов, корчма, мельница на реке Реста.
В 1897 году — 75 дворов, 503 жителя, почтовая станция, 2 деревянные каплицы, школа, хлебозапасной магазин, водяная мельница, лавка, питейный дом, входила в состав Голеновской волости Чаусского повета. В 1905 году открыта казенная винная лавка. В 1909 году — 106 дворов, 641 житель.
Советская власть установлена в декабре 1917 года. В 1929 году проложена железная дорога. В 1930 году организован колхоз имени И. В. Сталина, который объединял 19 хозяйств, работала кузница и водяная мельница. С 1933 года колхоз обслуживала Рестянская МТС.
В Великую Отечественную войну с 15 июля 1941 года по 24 июня 1944 года была оккупирована немцами.
В 1970 году в деревне было 303 двора, маслозавод, пекарня, швейная мастерская, средняя школа, детский сад, клуб, библиотека, больница, аптека, отделение связи, столовая, 3 магазина.

## Население
- 2010 год — 1020 человек